# Малое Вороново (Тверская область)
Малое Вороново — деревня в Максатихинском районе Тверской области. Входит в состав Малышевского сельского поселения.

## География
Находится в северо-восточной части Тверской области на расстоянии приблизительно 28 км по прямой на запад-юго-запад от районного центра поселка Максатиха на левом берегу речки Волчина.

## История
Деревня была отмечена еще на карте 1982 года. До 2014 года входила в Каменское сельское поселение до его упразднения.

## Население
Численность населения: около 10 человек (1982),  0 в 2002 году, 6 в 2010.